# Ariadna natalis
Espèce
Ariadna natalis est une espèce d'araignées aranéomorphes de la famille des Segestriidae.

## Distribution
Cette espèce est endémique de l'île Christmas.

## Description
L'holotype mesure 8,5 mm .

## Publication originale
- Pocock, 1900 : Chilopoda, Diplopoda and Arachnida. A monograph of Christmas Island (Indian Ocean). London, pp. 153-162 (texte intégral).